# Kummersee

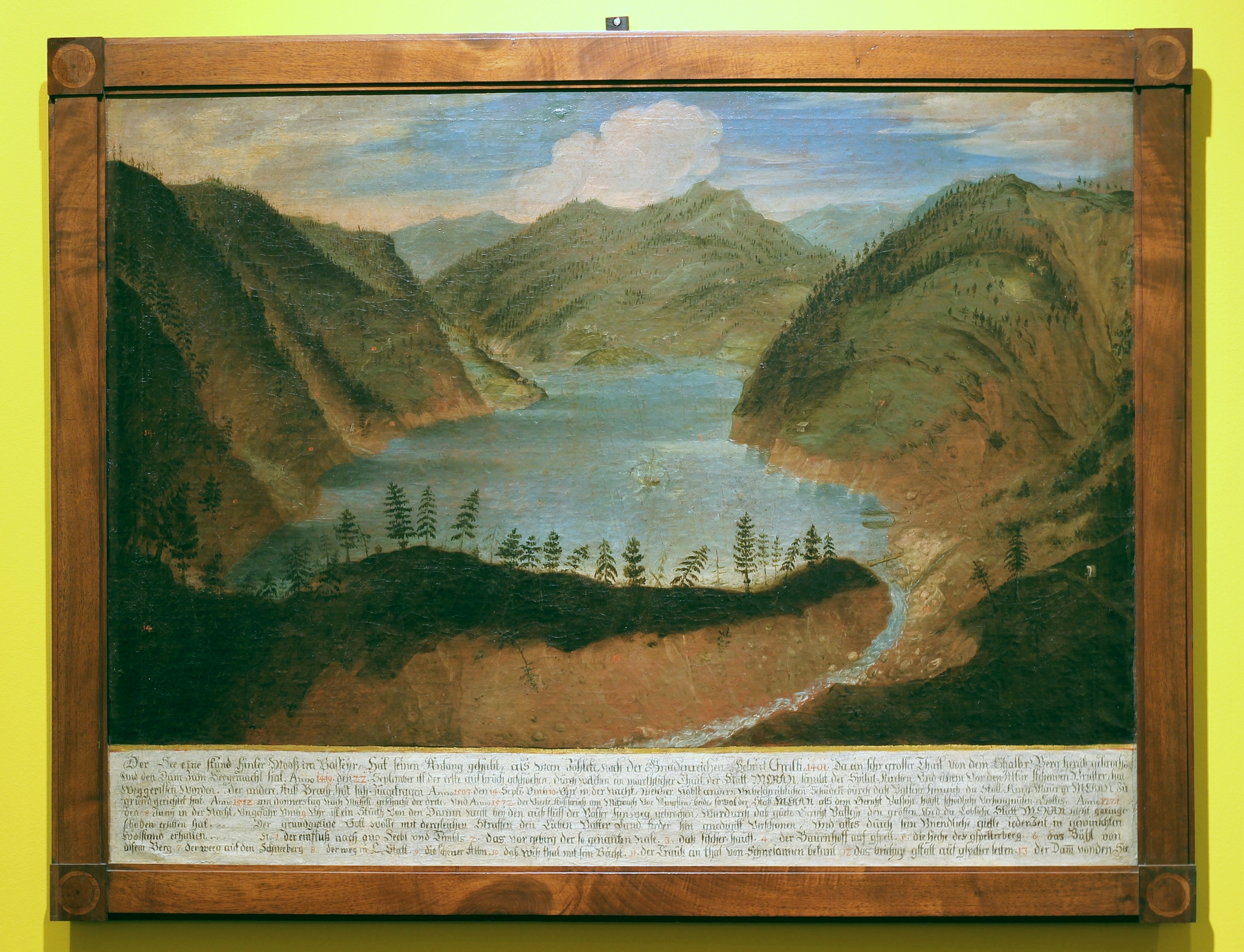
Kummersee im Passeier, Ölbild aus der 2. Hälfte des 18. Jh. Stadtmuseum Meran

Kummersee ist die Bezeichnung eines ehemaligen Sees auf 1340 m Höhe im hinteren Passeiertal in Südtirol, der im Zeitraum von 1401 bis 1774 existierte. Mehrere Ausbrüche seines natürlichen Staudamms führten durch Überflutungen zu erheblichen Verwüstungen der talabwärts gelegenen Gebiete. Der See hat den Menschen viel Kummer gebracht, daher der Name.

## Geschichte
Im Jahr 1401 versperrte ein Erdrutsch des Gspeller Berges an einer Engstelle das Tal zwischen den Orten Moos und Rabenstein. Die Passer staute sich hinter dem Hindernis und es entstand ein See von rund 2 km Länge. Seine Tiefe betrug bis zu 40 Metern.
Am 22. September 1419 gab es den ersten Wasserausbruch über die Dammkrone. Die Flut richtete in Passeier schwere Verwüstungen an, die bis zur rund 30 km entfernten Stadt Meran reichten, wo unter anderem die damalige Spitalkirche vollkommen zerstört wurde. Etwa 400 Personen kamen damals ums Leben. Weitere sieben Ausbrüche gab es 1503, 1512, 1572, 1721, 1772, 1773 und 1774. Danach war das natürliche Hindernis abgetragen und der See versiegte.

## Heute
Das obere Passeiertal liegt an der südlichen Rampe vom Timmelsjoch. Heute befindet sich unterhalb von Rabenstein anstelle des früheren Seegrunds eine ebene Wiesenfläche. Mehrere Informationstafeln vermitteln Wissenswertes über den Kummersee. Ein Rundwanderweg mit 2 bis 2½ Stunden Gehzeit verbindet die Informationsstationen und bietet Rastmöglichkeiten. Ein Logo, das aus einer Kette von Wasserwellen besteht, dient als thematische Verbindung. Es befindet sich ebenfalls an einer Straßenstützmauer in der Nähe des ehemaligen Staudamms und markiert den damaligen Wasserstand.